# Słowenia na Mistrzostwach Świata w Lekkoatletyce 2023
Słowenia na Mistrzostwach Świata w Lekkoatletyce 2023 – reprezentacja Słowenii podczas mistrzostw świata w Budapeszcie liczyła 12 zawodników, startujących w 11 konkurncjach. Kristjan Čeh wywalczył srebrny medal w rzucie dyskiem.

## Medaliści
| Medal  | Zawodnik     | Konkurencja  | Rezultat | Data        |
| ------ | ------------ | ------------ | -------- | ----------- |
| srebro | Kristjan Čeh | rzut dyskiem | 70,02    | 21 sierpnia |

## Skład reprezentacji

### Kobiety
| Zawodniczka           | Konkurencja                   | Eliminacje | Eliminacje | Półfinał | Półfinał | Finał   | Finał   | Źródło      |
| Zawodniczka           | Konkurencja                   | Wynik      | Pozycja    | Wynik    | Pozycja  | Wynik   | Pozycja | Źródło      |
| --------------------- | ----------------------------- | ---------- | ---------- | -------- | -------- | ------- | ------- | ----------- |
| Anita Horvat          | bieg na 800 m                 | 2:00,06    | 15. Q      | 2:00,54  | 16.      | NQ      | NQ      | [ 1 ] [ 2 ] |
| Neja Kršinar          | maraton                       | —          | —          | —        | —        | 2:46:55 | 63.     | [ 3 ]       |
| Nika Glojnarič        | bieg na 100 m przez płotki    | 13,13      | 35.        | NQ       | NQ       | NQ      | NQ      | [ 4 ]       |
| Agata Zupin           | bieg na 400 m przez płotki    | 57,62      | 36.        | NQ       | NQ       | NQ      | NQ      | [ 5 ]       |
| Maruša Mišmaš-Zrimšek | bieg na 3000 m z przeszkodami | 9:21,79    | 12. Q      | —        | —        | 9:06,37 | 6.      | [ 6 ] [ 7 ] |

| Zawodniczka      | Konkurencja    | Kwalifikacje | Kwalifikacje | Finał  | Finał   | Źródło        |
| Zawodniczka      | Konkurencja    | Wynik        | Pozycja      | Wynik  | Pozycja | Źródło        |
| ---------------- | -------------- | ------------ | ------------ | ------ | ------- | ------------- |
| Lia Apostolovski | skok wzwyż     | 1,89         | 9. q         | 1,90 = | 9.      | [ 8 ] [ 9 ]   |
| Tina Šutej       | skok o tyczce  | 4,65         | 10. Q        | 4,80   | 4.      | [ 10 ] [ 11 ] |
| Neja Filipič     | trójskok       | 13,64        | 25.          | NQ     | NQ      | [ 12 ]        |
| Eva Pepelnak     | trójskok       | 13,60        | 28.          | NQ     | NQ      | [ 12 ]        |
| Martina Ratej    | rzut oszczepem | 54,41        | 29.          | NQ     | NQ      | [ 13 ]        |

### Mężczyźni
| Zawodnik        | Konkurencja                | Eliminacje | Eliminacje | Półfinał | Półfinał | Finał | Finał   | Źródło |
| Zawodnik        | Konkurencja                | Wynik      | Pozycja    | Wynik    | Pozycja  | Wynik | Pozycja | Źródło |
| --------------- | -------------------------- | ---------- | ---------- | -------- | -------- | ----- | ------- | ------ |
| Matic Ian Guček | bieg na 400 m przez płotki | 49,40      | 25.        | NQ       | NQ       | NQ    | NQ      | [ 14 ] |

| Zawodnik     | Konkurencja  | Kwalifikacje | Kwalifikacje | Finał | Finał   | Źródło        |
| Zawodnik     | Konkurencja  | Wynik        | Pozycja      | Wynik | Pozycja | Źródło        |
| ------------ | ------------ | ------------ | ------------ | ----- | ------- | ------------- |
| Kristjan Čeh | rzut dyskiem | 65,95        | 3. q         | 70,02 | 2.      | [ 15 ] [ 16 ] |